# Asesinatos de Whitechapel

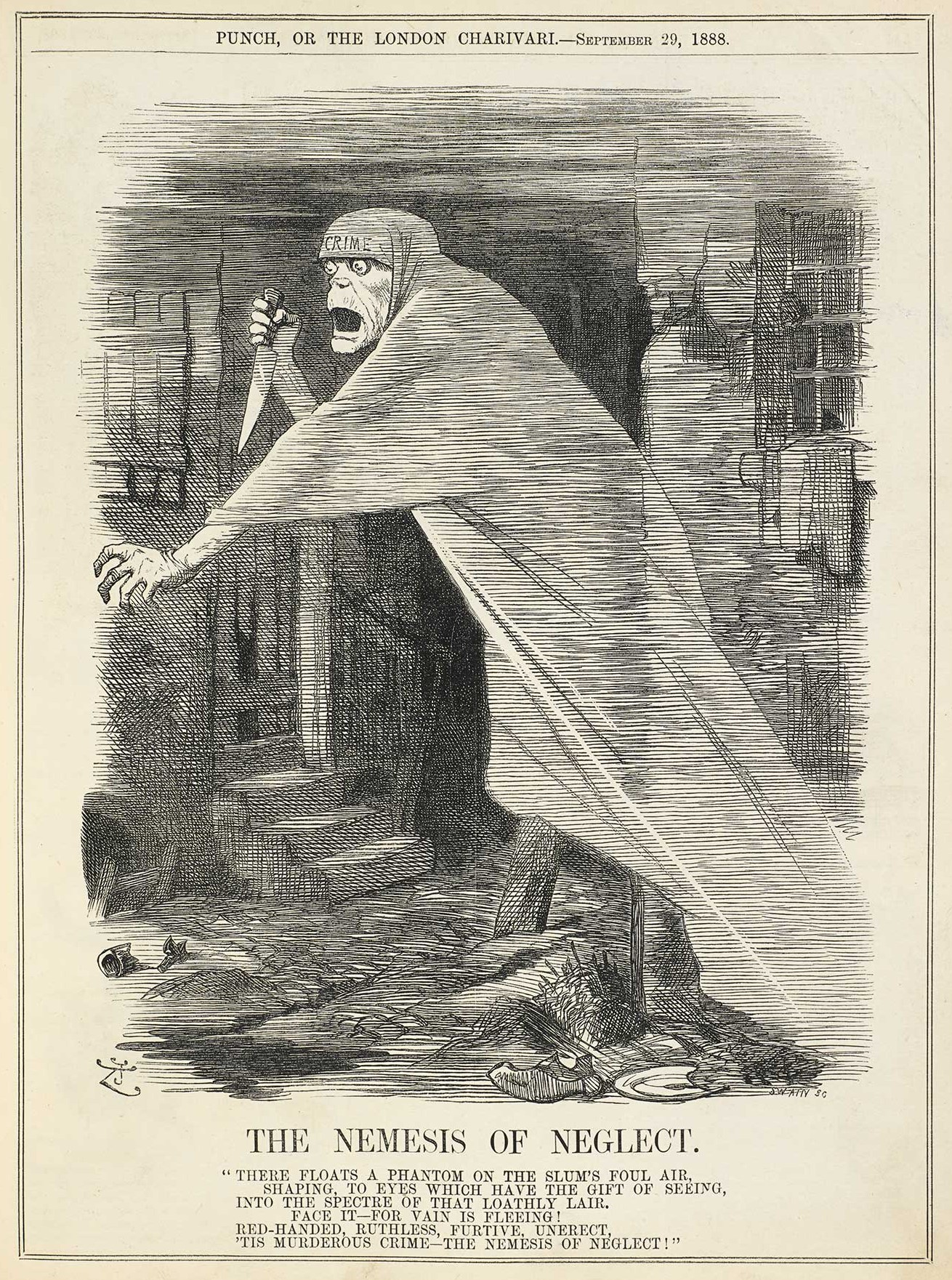
"Némesis de negligencia",
imagen del justiciero social, representado por la figura fantasmal de Jack el Destripador.
Dibujos de Whitechapel creados por la pluma de Sir John Tenniel (1888).

Los llamados asesinatos de Whitechapel fueron cometidos dentro o cerca de los empobrecidos distritos de Whitechapel en el East End de Londres (Inglaterra) entre el 3 de abril de 1888 y el 13 de febrero de 1891. Once mujeres fueron asesinadas (todas o al menos la mayoría de ellas), adicionando otros 27 crímenes que siguen sin resolverse. En ocasiones, algunos asesinatos (o la totalidad de ellos incluso) han sido atribuidos al notorio asesino en serie aún no identificado y conocido como Jack el Destripador.
La mayoría de las víctimas, si no todas (Emma Elizabeth Smith, Martha Tabram, Mary Ann Nichols, Annie Chapman, Elizabeth Stride, Catherine Eddowes, Mary Jane Kelly, Rose Mylett, Alice McKenzie, Frances Coles), eran prostitutas.
Smith fue asaltada sexualmente y robada por una banda. Tabram fue apuñalada 39 veces. Nichols, Chapman, Stride, Eddowes, Kelly, McKenzie, y Coles, fueron degolladas. Eddowes y Stride murieron en la misma noche, en un intervalo corto de tiempo y a menos de una milla de distancia, y sus asesinatos fueron apodados como el «doble acontecimiento» después de una frase en una tarjeta postal enviada a la prensa por alguien que se autoproclamaba como el Destripador.
Los cuerpos de Nichols, Chapman, Eddowes, y Kelly, sufrieron mutilaciones abdominales. Mylett fue estrangulada. Asimismo, el cuerpo de una mujer no identificada fue desmembrado y partes de su cuerpo nunca fueran halladas, pero la causa exacta de su muerte no está clara.
La Policía Metropolitana, la policía de la ciudad de Londres, y ciertas organizaciones privadas tales como el Comité de Vigilancia de Whitechapel, participaron en la búsqueda del asesino o asesinos. Y a pesar de amplias investigaciones y varios detenidos, el culpable o los culpables eludieron la identificación y la captura.
El misterio perdurable sobre quién cometió los asesinatos atrajo la atención del público incluso hasta la actualidad. Al respecto se ha sostenido:

[...] Los crímenes de Jack el Destripador están tan estrechamente entrelazados con los llamados asesinatos de Whitechapel, que se confunden los unos con los otros. La razón de ello es que para los archivos de la policía los asesinatos de Whitechapel comenzaron el 3-4 de abril de 1888 con el crimen de Emma Smith y no terminaron sino al menos hasta el crimen de Frances Coles el 13 de febrero de 1891. En total, once asesinatos se incluyen en estos registros.
The Ultimate Jack the Ripper Soucebook; Stewart P. Evans, Keith Skinner; pág. 3.

## Contexto
A finales de la época victoriana, Whitechapel era considerado como la más connotada colonia criminal en Londres. El área alrededor de la calle Flower & Dean fue descrito como «quizás la calle más peligrosa y la más sucia de toda la metrópoli»; y Dorset Street fue llamada «la peor de las calles en Londres». El asistente de comisionado de la policía Robert Anderson recomienda Whitechapel a «aquellos que se interesan por las clases peligrosas» como uno de los principales «lugares espectáculo» criminales de Londres.
El robo y la violencia eran comunes. El distrito se caracterizaba por la extrema pobreza, vivienda sub-estándar, la falta de vivienda, la embriaguez, y la prostitución endémica. Estos factores se habían centrado en la institución llamada casa de alojamiento común (casas de huéspedes), que siempre tenían baratos alojamientos comunes para los desesperados y los desposeídos, entre los cuales las víctimas del asesinato en Whitechapel estaban contados.
Todas las víctimas identificadas vivían en el corazón de la colonia en Spitalfields, incluyendo tres en George Street (más tarde llamada calle Lolesworth), dos en Dorset Street, dos en Flowers & Dean Street, y uno más en la calle Thrawl.
El trabajo policial y los procesos penales se basaron en gran medida en las confesiones, declaraciones de testigos, y detención de autores en el acto de cometer un delito o en la posesión física de la evidencia obvia que claramente los vinculaba a un delito. Técnicas forenses, como la huella digital de análisis, no estaban en uso en aquella época. La policía en Londres estaba y sigue estando dividida entre dos fuerzas: la Policía Metropolitana (Scotland Yard), con jurisdicción sobre la mayor parte del área urbana, y la Policía de la ciudad de Londres, con jurisdicción sobre aproximadamente una milla cuadrada (2.9 km²) del centro de la ciudad. El ministro del Interior, un ministro de alto rango del gobierno de Reino Unido, controlaba la Policía Metropolitana, mientras que de la Policía de la ciudad eran responsables los integrantes de la Corporación de Londres. Once muertos en o cerca de Whitechapel entre 1888 y 1891 se reunieron en un solo archivo, que se refiere en el expediente policial como los asesinatos de Whitechapel.  Gran parte del material original recogido por la policía fue robado o destruido.

## Las víctimas canónicas y la investigación

### Mary Ann Nichols

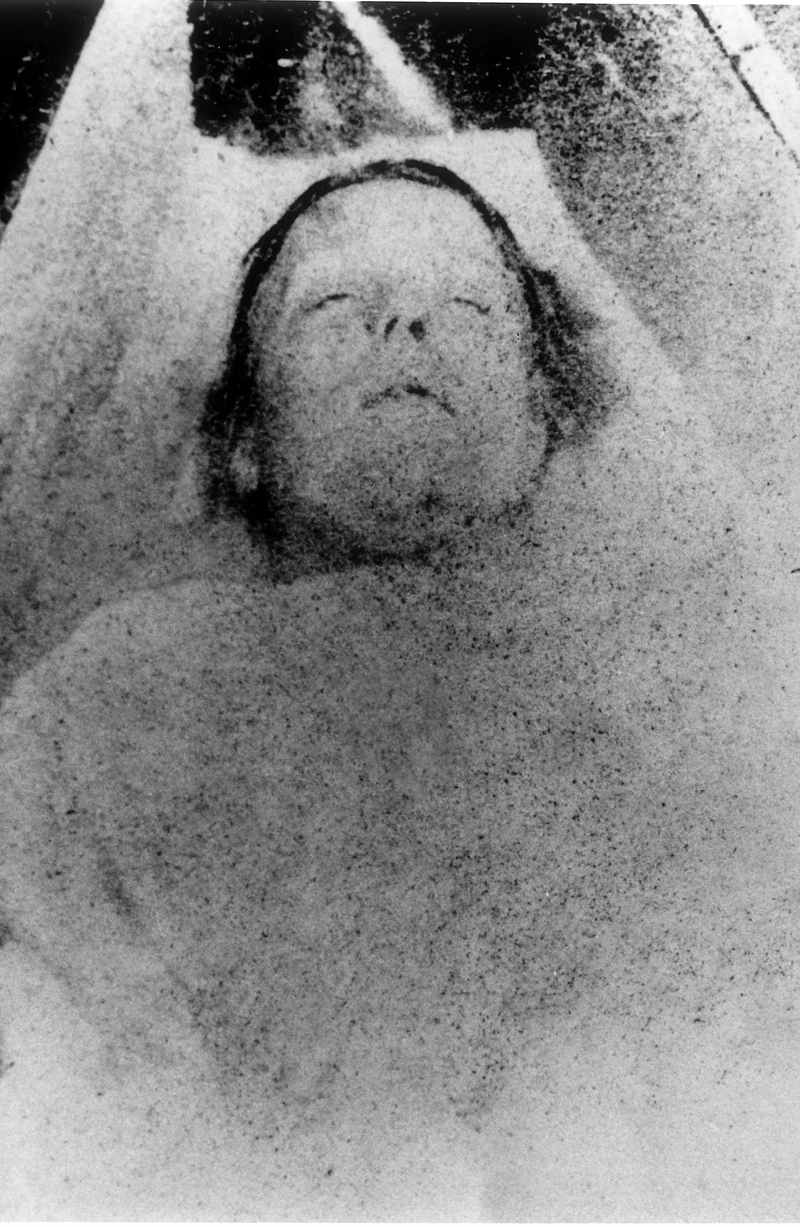
Mary Ann Nichols (43 años) vivía en una casa de huéspedes en el
n.º 18 de la calle Thrawl.

El viernes 31 de agosto, la prostituta Mary Ann Nichols fue asesinada en Buck's Row (Durward Street), Whitechapel. Su cuerpo fue descubierto por el carretero Charles Cross a las 3:45 a. m., en el suelo delante de una puerta cerrada. Su garganta había sido cortada dos veces de izquierda a derecha, varias incisiones profundas en el abdomen, y tres o cuatro cortes similares en el lado derecho, fueron causadas por el mismo cuchillo utilizado de forma violenta y con trayectoria descendente.
Como el asesinato se produjo en el territorio de la Policía Metropolitana división de la Bethnal Green, en primer momento fue investigado por los detectives locales. El mismo día, James Monro renunció como jefe del Departamento de Investigaciones Penales (CID) por diferencias con el Comisario Jefe de la Policía Metropolitana, Sir Charles Warren.
Las investigaciones iniciales sobre esta muerte tuvieron poco éxito, aunque algunos elementos de la prensa vincularon este hecho con los dos asesinatos anteriores, sugiriendo que todo ello podría haber sido perpetrado por una banda, como en el caso de Emma Elizabeth Smith. El periódico The Star sugirió en cambio que un asesino era el único responsable, y otros periódicos tomaron posesión de sus historias.
Las sospechas de que había un asesino en serie operando en Londres, llevaron a la creación de una comisión de inspectores para analizar esta situación. La tarea principal estuvo a cargo del detective Frederick Abberline, junto a Henry Moore y Walter Andrews, de la Oficina Central de Scotland Yard. En las pruebas disponibles, George Bagster Philliphs (entonces el médico forense oficial de la Policía Metropolitana inglesa –Scotland Yard–) concluyó que Nichols fue asesinada poco después de las 03 a. m. donde fue encontrada. En su resumen, desestimó la posibilidad de que su asesinato estuviera relacionado con los de Smith y Tabram, ya que las armas letales eran diferentes en esos casos, y ninguno de las víctimas anteriores tenían cortaduras en la garganta. Sin embargo, en el momento de la investigación sobre la muerte de Nichols, una cuarta mujer había sido asesinada, y George Bagster señaló que "la similitud de las lesiones en los dos casos era considerable".

### Annie Chapman

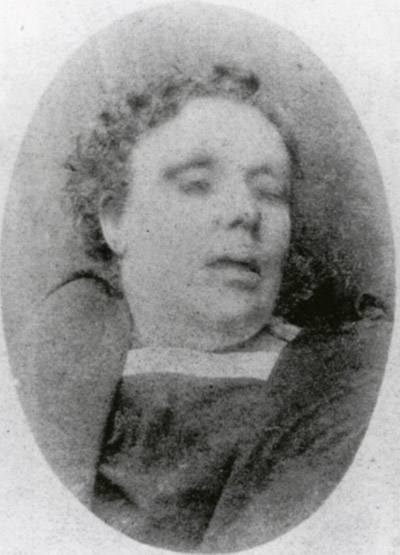
Annie Chapman (47 años) vivía en una casa de huéspedes en el
n.º 35 de Dorset Street.

El cuerpo mutilado horriblemente de una cuarta mujer, la prostituta Annie Chapman, fue descubierto alrededor de las 6:00 a. m. del sábado 8 de septiembre, en el suelo, cerca de una puerta, en el patio trasero del 29 Hanbury Street, Spitalfields.
Chapman había salido de su alojamiento a las 2 a. m. el día en que fue asesinada, con la intención de obtener dinero de un cliente para pagar el alquiler. Su garganta fue cortada de izquierda a derecha. La mujer fue destripada, y sus intestinos fueron expulsados de su abdomen sobre cada uno de sus hombros. El examen de la morgue reveló que parte de su útero se había perdido.
El patólogo George Bagster Phillips opinó que el asesino debía haber poseído conocimientos anatómicos, al cortar en rodajas los órganos de reproducción en un solo movimiento, con una hoja de cerca de 6-8 pulgadas (15–20 cm) de largo. Sin embargo, la idea de que el asesino tenía habilidad quirúrgica fue desestimada por otros expertos.
Como los cuerpos no fueron examinados a fondo en la escena, también se sugirió que los órganos fueron removidos de hecho por personal de la funeraria, que se aprovecharon de los organismos que ya habían sido abiertos para extraer los órganos que se podrían vender como piezas quirúrgicas.
El 10 de septiembre, la policía detuvo a un conocido local llamado John Pizer, alias "delantal de cuero", que tenía fama de aterrorizar a las prostitutas locales. Pero no le encontraron pruebas de  los dos últimos asesinatos , por lo que fue puesto en libertad sin cargos.
En la indagatoria de los testigos, la señora Elizabeth Long, declaró que había visto a Chapman hablando con un hombre alrededor de las 5:30 a. m. solo más allá del patio trasero, del 29 de Hanbury Street, donde Chapman fue encontrada muerta más tarde. Baxter dedujo que el hombre que la señora Long había visto era el asesino. La señora Long lo describió como más de cuarenta años, un poco más alto que Chapman, de tez oscura, extranjero, y de "miserable-gentil" apariencia. Llevaba un sombrero deer-stalker y un abrigo oscuro. Otro testigo, Albert Cadosch carpintero, había entrado en el patio de los vecinos en el 27 Hanbury Street, al mismo tiempo, y oyó voces en el patio seguido por el sonido de algo que caía contra la valla.
En sus memorias, Walter Dew deja constancia que los asesinatos causaron pánico generalizado en Londres. Una turba atacó la estación de policía Commercial Road, ante la sospecha de que el asesino estaba detenido allí. Samuel Montagu, miembro del Parlamento de Whitechapel, ofreció una recompensa de £ 100 (alrededor de £ 8.000 actualizadas a 2011) después de suposiciones por parte del público que los ataques fueron asesinatos rituales de los judíos, lo que llevó a los antisemitas a hacer manifestaciones.
El Comité de Vigilancia de Whitechapel, bajo la presidencia de George Lusk, ofreció una recompensa por la captura del asesino, algo que la Policía Metropolitana (bajo la instrucción del Ministerio del Interior) se negó a apoyarlo porque, se dijo, podría dar lugar a engañosa información falsa. El Comité entonces empleó dos detectives privados para investigar el caso.
Robert Anderson fue nombrado jefe de la policía judicial el 1 de septiembre de 1888, pero se fue de baja por enfermedad a Suiza el día 7 de ese mismo mes. El Superintendente Thomas Arnold, quien estaba a cargo de la División H de la policía (Whitechapel), se fue de licencia el 2 de septiembre. La ausencia de Anderson dejó la dirección general de las investigaciones confundida, y llevó al Comisionado Jefe Sir Charles Warren a nombrar inspector al jefe Donald Swanson, a efectos de coordinar la investigación de Scotland Yard.
Un peluquero alemán llamado Charles Ludwig fue detenido el 18 de septiembre de ese mismo año bajo la sospecha de los asesinatos, pero fue puesto en libertad menos de dos semanas más tarde, cuando un doble asesinato demostró que el verdadero culpable todavía estaba en libertad.

### Doble caso: Elizabeth Stride y Catherine Eddowes

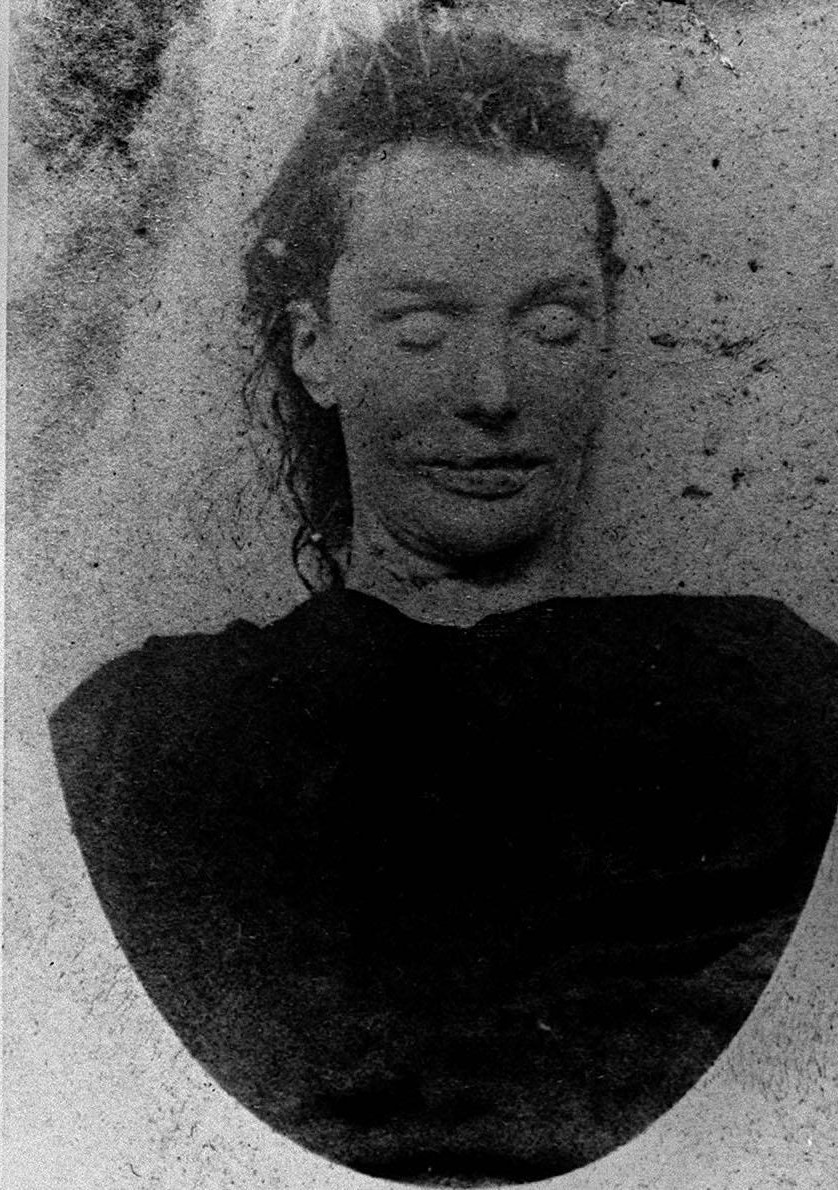
Elizabeth Stride (44 años) vivía en una casa de huéspedes en el
n.º 32, Flower and Dean Street.

El domingo 30 de septiembre, el cuerpo de la prostituta Elizabeth Stride fue descubierto alrededor de la 1 a. m. en el patio Dutfield, dentro de la puerta de entrada del 40 Berner Street (adoptando el nombre de la calle Henriques), en Whitechapel. La meretriz yacía en un charco de sangre con su garganta cortada de izquierda a derecha, y seguramente había muerto pocos minutos antes; su cuerpo no fue mutilado de otra manera. Es posible que el asesino fuera interrumpido en su tarea, antes de que pudiera cometer cualquier mutilación de ese cuerpo, pues alguien pudo haber entrado en el patio, tal vez Louis Diemschutz, quien descubrió el cuerpo. Sin embargo, algunos comentaristas del caso, llegan a la conclusión de que el asesino pudo haber sido otra persona diferente de la que cometió los otros asesinatos de Whitechapel, sobre la base de que el cuerpo no estaba tan mutilado, siendo además el único asesinato producido al sur de Whitechapel Road; por otra parte, la hoja utilizada podría haber sido más corta y de un diseño diferente. La mayoría de los expertos, sin embargo, tienen en cuenta las similitudes con las otras muertes, pues bastaría con conectar la muerte de Stride con al menos dos de las anteriores, así como con el asesinato de Catherine Eddowes ocurrido esa misma noche.
a las 1:45 el cuerpo mutilado de Catherine Eddowes fue encontrado por Edward Watkins en la esquina suroeste de la Plaza Mitre, en la ciudad de Londres, cerca de 12 minutos a pie de la calle Berner. Había sido asesinada menos de 10 minutos antes, por una cortada en la garganta de izquierda a derecha, seguramente con un cuchillo afilado de al menos 6 pulgadas (15 cm) de largo. Su rostro, y el abdomen fueron mutilados y sus intestinos se elaboraron a lo largo del hombro derecho con una longitud individual entre el torso y el brazo izquierdo. Su riñón izquierdo y la mayor parte de su seno habían sido eliminados. La investigación Eddowes fue inaugurada el 4 de octubre por Samuel F. Langham, médico forense de la ciudad de Londres. El patólogo, Dr. Frederick Gordon Brown, cree que el autor "tenía un conocimiento considerable de la posición de los órganos" y de la posición de las heridas en el cuerpo, y se podría decir que el asesino se había arrodillado a la derecha del cuerpo, y que había trabajado solo. Sin embargo, el primer médico en el lugar, el cirujano local Dr. George William Sequeira, deja constancia que el asesino tenía habilidad anatómica o buscaba ciertos órganos en particular. Su opinión fue compartida por la médica oficial William Sedgwick Saunders, quien también estuvo presente en la autopsia. La policía de la ciudad de Londres bajo el mando del detective James McWilliam se pusieron en la investigación.

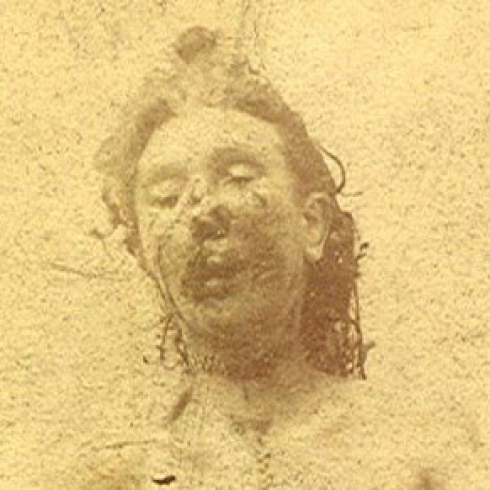
Catherine Eddowes (46 años) vivía con su socio John Kelly en una casa de huéspedes en el
n.º 55, Flower and Dean Street.

A las 3 a. m., un fragmento manchado de sangre de "el delantal de Eddowes" fue encontrado tirado en el pasillo de la puerta que conduce a la 108-119 Goulston Street, Whitechapel, alrededor de un tercio de milla (500m) de la escena del crimen. Se había escrito con tiza en la pared de la puerta, "Los Juwes (Jews=judíos) son los hombres que no serán culpados de nada" o "Los Juwes no son los hombres que serán culpados de nada". A las 5 a. m., Warren asistió a la escena y ordenó que borraran las palabras por temor a que pudiera provocar disturbios antisemitas. La calle Goulston estaba en una ruta directa desde la Plaza Mitre a Flower and Dean Street, donde tanto Strides como Eddowes vivían.
El juez de instrucción de Middlesex, Wynne Baxter, cree que Stride había sido atacada con una repentina acción rápida, pues ya muerta seguía con un paquete de cachous (dulces para refrescar el aliento) en la mano izquierda, cuando el cuerpo fue descubierto; esto sin duda indicaba que la infortunada no había siquiera tenido tiempo de defenderse.

### Mary Jane Kelly

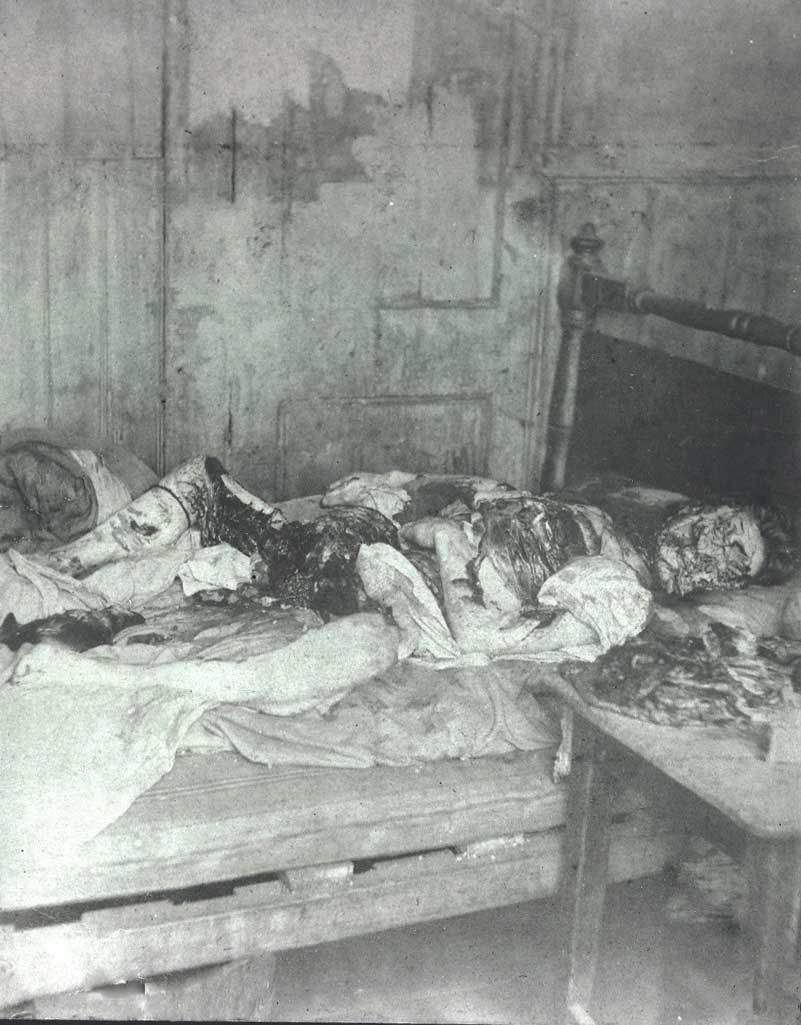
El cuerpo de Mary Jane Kelly (25 años) fotografiado en la escena del crimen.

Mary Jane Kelly, apodada “Marie Jeannette”, “Ginger”, o “Fair Emma”, nació en Limerick, Irlanda. A los dieciséis años se casó con el minero John Davies que falleció tras una explosión. El atraso de la compañía de seguros en pagarle la póliza a la viuda la condujo a la prostitución.
La chica viajó a la capital inglesa en 1884, y se supone que ejerció como meretriz de lujo en el West End. Luego viajó a Francia, aunque al poco tiempo retornó a Inglaterra, ahora para residir en el este de Londres, y se fue haciendo adicta al alcohol.
Al sobrevenir los asesinatos de Jack el Destripador, desde el 31 de agosto hasta el doble crimen del 30 de septiembre de 1888, quedó muy asustada, y por precaución dejó su oficio momentáneamente mientras convivía con un trabajador del mercado de Billinsgate llamado Joseph Barnett.
Transcurrió el mes de octubre sin que se sumaran nuevos crímenes, y aún las prostitutas que vivían aterrorizadas imaginaron que la existencia retornaba a su normalidad. Aquellas que habían dejado de frecuentar los lugares en que se contactaban con clientes, o a donde iban a beber una copa y relajarse entre una faena y otra, volvían a atreverse a salir.
Una de estas desesperadas era Mary Jane Kelly, que adeudaba la renta de la habitación que ocupaba y veía recaer sobre sí la sombra del desahucio. Aunque era demasiado joven comparada con las demás víctimas –pues solo tenía veinticinco años- la irlandesa pelirroja de ojos azules había comenzado a abismarse por una pendiente sin salida. Aquella madrugada varias vecinas y colegas la vieron entrar y salir incansablemente de su pieza llevando allí a candidatos muy diversos.
El último testigo que la avistó en esa velada fue un obrero amigo suyo, George Hutchinson, quien describiría al acompañante que en ese momento iba del brazo con Mary como un sujeto muy elegantemente vestido y “con pinta de extranjero, tal vez un judío”.
Ese domingo 9 de noviembre de 1888 era un día festivo para los londinenses en el cual se celebraba la fiesta del Lord Mayor, distinción que recibe el alcalde de Londres, York, y otras ciudades importantes del Reino Unido. Pero no todos estaban de espíritu alegre esa mañana.
Mientras oía el paso de la carroza que transportaba al Lord Mayor y los vítores de la muchedumbre, John Mc Carthy –locador de Kelly y dueño de un bazar próximo al edificio de Miller´s Court, donde moraba la joven- refunfuñaba tras revisar sus cuadernos de cuentas. Al puntear con su lápiz repasó la deuda que mantenía la pensionada del número 13. El importe ascendía a una libra y nueve chelines.
Llamó a Thomas Bowyer, su empleado de cobranzas, y le ordenó que fuera a reclamar el pago. A las 10:45 el cobrador llamó a la puerta de aquel cuarto. No hubo respuesta, por lo cual el hombre se dirigió a una ventana lateral que tenía una rotura que permitía introducir la mano para descorrer la cortina.
Cuidando de no lastimarse, apartó la sucia tela y aplicó un ojo a la abertura a fin de escrutar hacia el interior. Lo que vio le hizo proferir un grito de terror, y retiró tan rápido la mano que se raspó el dorso, el cual empezó a sangrar levemente.
El macabro hallazgo que Mr. Bowyer tuvo la desgracia de hacer, resultó uno de los más espantosos y depravados que consignan los anales de la criminología.
Sobre la cama bañada en sangre reposaban maltrechos despojos de la inquilina. Únicamente llevaba puesto un menguado camisón que dejaba ver el atroz estropicio infligido a su organismo. Su estómago lucía abierto en canal y habían seccionado su nariz, sus senos, y sus orejas. Trozos de muslo y fragmentos de piel de su cara yacían junto a su cuerpo descarnado. Los riñones, el hígado, y otros órganos, se esparcían en torno al cadáver y encima de la mesilla de noche.
“¡Parecía más la obra de un demonio que la de un hombre!” exclamó John Mc Carthy, al testimoniar en la ulterior encuesta judicial, dejando constancia de la tremenda impresión que le produjo el monstruoso descubrimiento que estremeció aún a los endurecidos policías que concurrieron a la tétrica habitación.

## Otros posibles asesinatos delDestripador

### Emma Smith

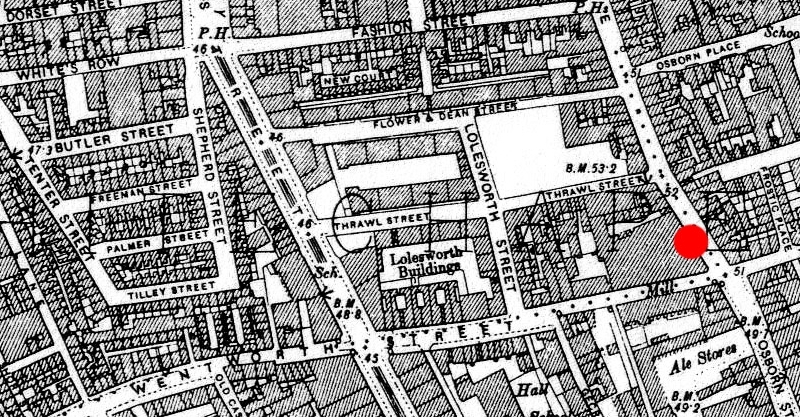
Mapa de la colonia de Spitalfields, donde vivían las víctimas.
Emma Elizabeth Smith, de 45 años, fue atacada cerca de la confluencia de la calle Osborn y Brick Lane (círculo rojo). Ella vivía en un alojamiento común en el n.º 18 de George Street (más tarde llamado Lolesworth Street), a una cuadra al oeste de donde fue atacada.

El martes 3 de abril de 1888, siguiendo el Lunes de Pascua festivo, la prostituta Emma Elizabeth Smith fue asaltada y robada en el cruce de la calle Osborn & Brick Lane, Whitechapel, a primeras horas de la mañana. A pesar de estar herida, sobrevivió al ataque y logró caminar de regreso a su casa en la 18 George Street, Spitalfields. Ella le dijo a la portera suplente, Mary Russell, que había sido atacada por dos o tres hombres, uno de ellos un joven.
La señora Russell llevó a Smith al Hospital de Londres, donde el examen médico reveló que un objeto contundente se había insertado en su vagina, rompiendo su peritoneo. La víctima desarrolló una peritonitis y falleció a las 9 a. m. del 4 de abril de 1888. La investigación se llevó a cabo el 7 de abril por el juez de instrucción del lado este de Middlesex, Wynne Edwin Baxter, que también llevó a cabo indagaciones en seis de las posteriores víctimas. El inspector local del Servicio de Policía Metropolitana, Edmund Reid de División H de Whitechapel, investigó el ataque, pero los culpables nunca fueron capturados.
Walter Dew, un detective de policía estacionado en la División H, escribió más tarde que pensaba que Smith había sido la primera víctima de Jack el Destripador, pero sus colegas sospecharon que era obra de una banda criminal. Smith afirmó que fue atacada por un grupo de hombres, pero tampoco se negó o no pudo describirlos. Las prostitutas fueron gestionadas a menudo por las bandas, y Smith podría haber sido atacada por sus proxenetas como castigo por desobedecerles, o como intimidación. Pudo no haber identificado a sus agresores por temor a represalias, y es poco probable que su asesinato esté conectado con los asesinatos posteriores.

### Martha Tabram

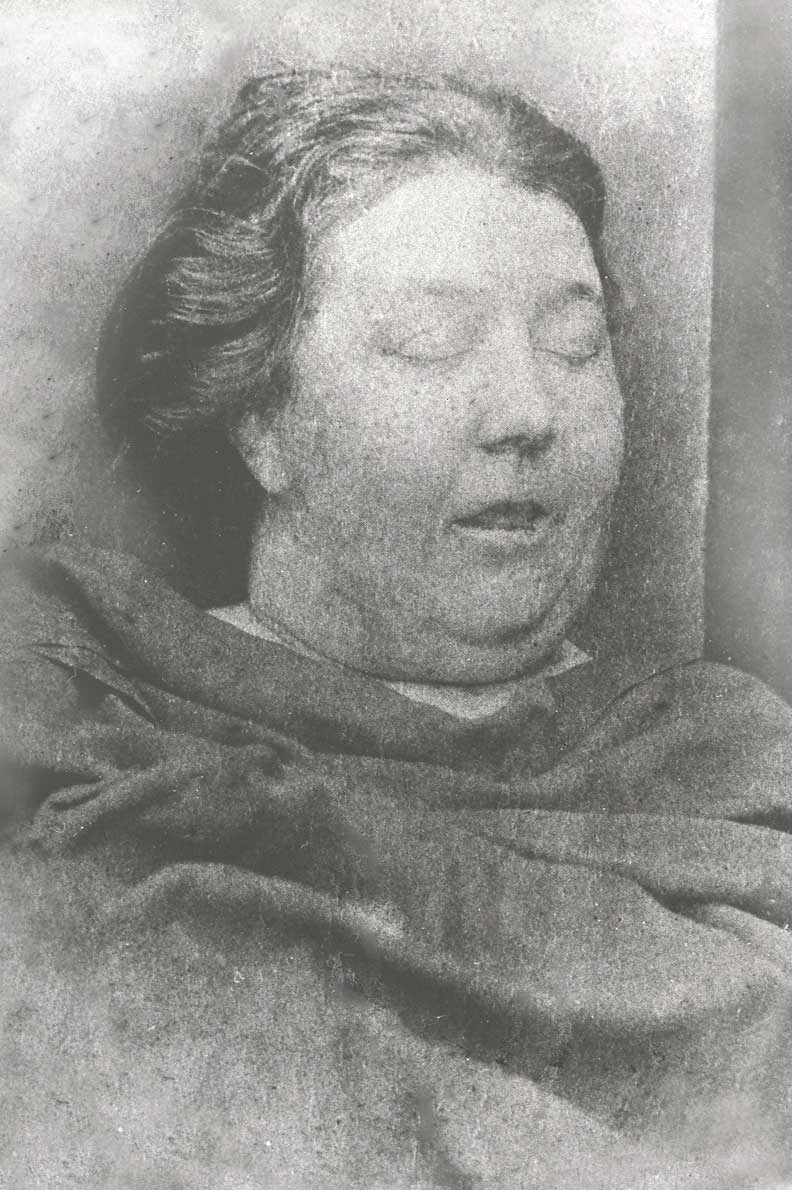
Martha Tabram vivía en una casa de huéspedes sita en el n.º 19 de George Street.

El martes 7 de agosto de ese mismo año de 1888, después de un día Lunes festivo, la prostituta Martha Tabram fue asesinada alrededor de las 2:30 a. m., y su cuerpo fue encontrado en George Yard Buildings, Whitechapel. Martha Tabram había sido apuñalada 39 veces con una cuchilla corta. Sobre la base de las declaraciones de una de sus compañeras prostitutas, y el PC Thomas Barrett, que estaba patrullando cerca, el Inspector Reid puso soldados en la Torre de Londres y el cuartel de Wellington en una rueda de identificación, pero sin resultados positivos.
El inspector Edmund Reid exigió a la testigo principal del caso, Mary Ann Connolly (alias “Pearly Poli”), compañera de oficio de Martha, que se prestara para hacer una ronda de identificación de sospechosos entre los soldados de la Torre de Londres.
Y el motivo de tal pesquisa fue que la testigo, en la noche del crimen de Tabram, vio a ésta irse del brazo con un soldado, el cual fue aparentemente su último cliente y su posible asesino.
En los cuarteles de Wellington en Birdcage Walk, se obligó a desfilar por dos veces delante de Pearly Poli a todos los soldados que habían estado de guardia en la noche del crimen.
En la primera ronda de identificación, Mary Ann Connolly adujo no reconocer a ninguno de los milicianos. En el segundo careo acusó a dos de ellos al azar, pero se demostró que ninguna relación guardaban con el homicidio, y que la mujer mintió tan solo para salir del paso.
La policía no relacionó el asesinato de Emma Smith con este asesinato, aunque sí que se lo relaciona con asesinatos posteriores.
La mayoría de los expertos, en la actualidad, no relacionan este asesinato con los otros once asesinatos ya mencionados, puesto que el elevado número de puñaladas que Martha Tabram recibió, es muy superior que en el resto de los crímenes, aunque obviamente la conexión no se puede descartar del todo.

### Rose Milet
Rose Milet, alias Lizzie Davis, meretriz de 30 años, expiró el 20 de diciembre de 1888.
Según se ha dicho sobre este caso: “…El descubrimiento del cuerpo de otra prostituta, Rose Milet, en Poplar, el 20 de diciembre de 1888, mantuvo en un punto alto la excitación, y proveyó a la prensa de más munición contra la policía. Aunque no se trató de un crimen desgarrador –ni siquiera se habría tratado de un asesinato, según opiniones contemporáneas- produjo un intenso intercambio de comunicación entre las autoridades…”.
El 23 de diciembre de 1888 se abrió el archivo policial para la investigación del que dio en llamarse “Caso de Poplar”, y a su vez la encuesta judicial instruida por motivo de ese óbito comenzó el 2 de enero de 1889 y finalizó ese 9 de enero.
Se pensó que, en vez de un crimen, pudo tratarse de un suicidio, pues se descubrió aquel cuerpo colgado por el cuello atado con un pañuelo de la propia víctima.
Varios testigos vieron a Rose Milet practicando su oficio la noche anterior a su deceso, y en la madrugada siguiente la policía encontró su cadáver en Clarke´s Yard, en la calle Poplar de Whitechapel. Según la autopsia, falleció a consecuencia de la sofocación provocada por el estrangulamiento.
Quienes pensaron que fue un homicidio especularon que su victimario la ahorcó con una gruesa cuerda de embalar, y luego montó la escena anudándole el pañuelo para hacer creer que la mujer se había auto eliminado.
Al médico forense le extrañó que la fallecida tuviese su boca cerrada con la lengua adentro cuando fue hallada. De ser un ahorcamiento por suicidio, lo usual es que la lengua asomara fuera de los labios debido a la comprensión de la laringe.
Este dato aboga por una muerte ocasionada mediante estrangulación a lazo en torno al cuello, donde se comprimen la carótida y las venas yugulares, lo cual descartaría la hipótesis del suicidio.

### Alice McKenzie

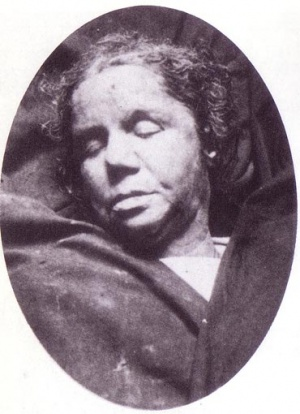
Alice McKenzie (40 años) vivía en el n.º 52, Gun Street.

Aparte de los homicidios que la mayoría de los especialistas imputan al desventrador del East End de Londres (las “víctimas canónicas” Mary Ann Nichols, Annie Chapman, Elizabeth Stride, Catherine Eddowes y Mary Jane Kelly), otros crímenes posteriores, también acaecidos en la zona este de la capital inglesa, podrían haber sido de su autoría, aunque el modus operandi y otros aspectos disímiles en su ejecución determinan que, por lo común, no se los incluya en la llamada lista canónica.
En especial, los investigadores aluden a la muerte de Alice Mc Kenzie, prostituta a quien se conocía por el seudónimo de “Pipa de arcilla”, dado que solía portar una pipa de dicho material asida a su cuello mediante un collar, la cual al ser visualizada caída bajo su cuerpo sin vida ayudó a que la identificara.
Alice resultó victimada el 17 de julio de 1889. El Dr. Thomas Bond –uno de los facultativos que examinaron su cadáver- opinó que su matador era el tan buscado asesino serial. Del hecho de que desde el principio las autoridades temieron que este homicidio pudiese haber sido obra del criminal de Whitechapel, da cuenta la circunstancia de que dicho forense fue llamado para colaborar en este examen precisamente a causa de que había tomado parte en la autopsia de Mary Jane Kelly.
El médico percibió ciertas coincidencias entre las muertes inequívocamente inferidas por el monstruo de Londres, y la forma en que Alice Mc Kenzie fue ultimada.
No obstante, prevaleció la posición de los doctores George Bagster Phillips, Frederick Gordon Brown, y otros galenos, quienes desestimaron cualquier posibilidad de que el fallecimiento de esta mujer constituyese facturación del ya por entonces famoso psicópata.

### El torso de la calle Pinchín
El 10 de septiembre de 1889 se descubrió el mutilado torso de un cadáver femenino en la calle Pinchin esquina Backchuch Lane, en la zona de St George-in-the-East, aledaña al distrito de Whitechapel. El hallazgo y la conducción de las indagaciones primarias estuvo a cargo de un grupo de agentes comandado por el Inspector Charles Ledger de la división G de la Policía Metropolitana. El archivo policial se rotuló como “Tronco de mujer”, y ese legajo se incluyó dentro del estudio de los Asesinatos de Whitechapel.
Pese a los muchos exámenes forenses practicados a esos restos humanos, en verdad no se esclareció a ciencia cierta si se trató de un homicidio brutal o de un cadáver trozado, quizás por estudiantes de medicina, para su análisis clínico, y algún bromista pudo aprovechar tales despojos para realizar una lúgubre broma.
Claro está que también la mofa macabra pudo provenir del asesino, y eso daría la razón a quienes creyeron que aquel, poseído de un afán mediático, enviaba cartas de burla y de desafío a la prensa y a la policía.
En cuanto a la investigación emprendida, el primer reporte lo elaboró el Inspector Donald Swanson el 10 de septiembre de 1889. Al día entrante, el Inspector Edmund Reid de la división H, Whitechapel, redactó otro informe más completo dirigido a sus superiores, el Superintendente Thomas Arnold y el Inspector Henry Moore.
Allí se explica que en las pesquisas intervinieron los sargentos detectives William Trick, George Godley y White, quienes efectuaron la “labor de campo”; es decir, interrogaron a personas en pos de averiguar la identidad de la mujer presuntamente asesinada. A tal fin concurrieron a tabernas, pensiones y plazas. También cotejaron registros policiales de casos sobre personas desaparecidas, todo ese esfuerzo sin éxito, en tanto siguieron sin ser identificados los restos.
Hubo un ulterior reporte dirigido al jefe máximo de la Policía Metropolitana James Monro, donde constan las opiniones de los médicos forenses, George Bagster Phillips y Thomas Bond, así como de los policías Thomas Arnold (superintendente), Monsel (ayudante inspector), y otros oficiales de Scotland Yard, los cuales definieron el hallazgo como un torso de mujer morena, robusta, de 35 años.
La conclusión más relevante fincó en que aquel cuerpo había experimentado un diferente método de mutilación comparado con las víctimas precedentes. Se constató desmembramiento, pero no evisceración ni remoción de órganos.
Se concluyó igualmente que (de tratarse de un homicidio) a la víctima la asesinaron dentro de una casa y no en la calle, siendo distinto, pues, el modus operandi de eliminación utilizado al que se emplease en los crímenes del año anterior.

### Frances Coles

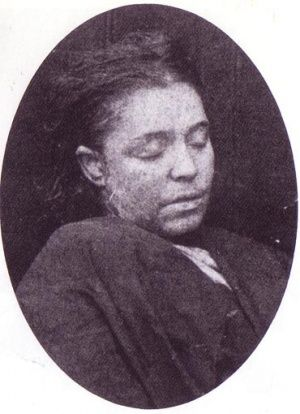
Frances Coles (25 años) vivía en una casa de huéspedes en White's Row.

El 13 de febrero de 1891, el policía Benjamín Leeson acudió presuroso en respuesta a unos insistentes silbidos que pedían auxilio. Aquella madrugada un frío glacial azotaba a Londres, y en las calles desiertas la niebla le ganaba espacio a la lánguida luz de las farolas a gas.
La ronda de este custodio iba desde la Casa de la Moneda hacia el barrio de Shallow Gardens. Esta zona circundaba un arco de puente en torno al cual discurría un ferrocarril y abarcaba las calles Royal Mint y Chambers.
En Shallow Gardens fue donde Leeson se encontró con el responsable de los estridentes llamados: el juvenil agente de la Policía Metropolitana Ernest Thomson, quien ante la pregunta de su colega respondió que acababan de matar a otra mujer.
Muy nervioso, y tras hacer una pausa para tomar aliento, el bisoño vigilante exclamó: “Ha sido Jack el Destripador”. Acto seguido, apuntó con su dedo índice hacia el bulto, que caído sobre los adoquines interrumpía el paso.
Se trataba del cuerpo de una joven cuya vestimenta lucía desarreglada, y a la cual habían atacado encarnizadamente. Un profundo tajo abría su cuello y exhibía otras heridas, también sangrantes, en la región inferior del tronco.
Los policías conocían de vista a la víctima, una ramera local de veintiséis años, cuyo alias “Carroty Nell” –por su cabello color zanahoria- ocultaba su nombre real de Frances Coles.
La muchacha se afincaba en una casa de huéspedes sita en la calle Thawl, y se supo que en la noche de su óbito un hombre la había visitado allí. El arrendador suministró a la policía la descripción de ese acompañante. Se acordaba bien de él, pues luego de visitar a la mujer y retirarse, el individuo retornó horas más tarde a la pensión solicitando que le dieran alojamiento.
Estaba maltrecho, con las ropas manchadas de sangre, y adujo que unos bribones lo habían agredido para robarle.
Pronto detuvieron al sospechoso, un marino de cincuenta y tres años que trabajaba de fogonero llamado Thomas James Sadler, pero luego de un breve juicio, fue puesto en libertad por ausencia de pruebas que lo incriminasen en el homicidio de Francés Coles.
Cierta prensa atribuyó el violento deceso de la bonita pelirroja a Jack el Destripador, y el suyo devino el último de los crímenes cometidos en Gran Bretaña que se quiso incluir dentro del elenco fatal del llamado Depredador de Whitechapel.
Sin embargo, andando el tiempo, se consideró que muy posiblemente se trataba de un asesinato de imitación, similar pero perpetrado mediante otro modus operandi por un ultimador diferente. Esta posición prevalece hasta el día de hoy.